# 松川浦大橋
松川浦大橋（まつかわうらおおはし）は、福島県相馬市にある道路橋である。

## 概要
- 形式…3径間連続PC斜張橋
- 全長…520.3m（うち斜張橋部286.6m、取付部233.7m）
- 中央支間長…145.0m
- 幅員…9.5m（車道部7.25m、歩道部2.25m）
- 主塔高さ…58.0m
- 規格…第3種3級 A交通 1等橋
- 開通…1995年（平成7年）3月

砂嘴によって形作られた松川浦の浦口に架かる海上橋であり相馬市道大洲松川線を通す。本土側の原釜（はらがま）地区と砂嘴側の鵜の尾崎地区を結び、更に松川浦南側の磯部地区とを短絡する役目を持つ。
松川浦漁港改修工事の一環として1992年（平成3年）7月から工事が行われ整備された。松川浦県立自然公園に位置するため、架橋にあたって松川浦大橋検討委員会が設置され多方面からの意見を元に景観に対して配慮がなされ、また潮流の激しい浦口部に橋桁が設置されると航行する船舶の衝突の危険性があるために陸地に橋桁を設置する3径間連続PC斜張橋での整備が決定した。架設においては、航路部分であるため支保工が設置できないために張り出し架設工法が用いられた。
2011年3月11日に発生した東日本大震災による津波により、橋本体に影響は少なかったものの取り付けで道路部分と砂嘴部分の市道に甚大な被害が発生したため以降通行止めとなり、橋脚のライトアップも中止された。以後工事車両のみ通行が可能であったが、2017年（平成29年）4月8日におよそ6年ぶりに一般車両の通行が再開され、翌週15日にはライトアップも再開された。2017年の時点では、鵜の尾漁港以南の道路復旧がまだ行われていないため、橋を渡った先以降は未だ通行止めとなっていたが、2018年（平成30年）3月に同年4月21日15時におよそ7年ぶりに開通することが発表され、4月21日に「松川大洲地区海岸・大浜地区海岸・市道大洲松川線の合同竣工式」が行われた。